# Winterborne Tomson
Winterborne Tomson – osada w Anglii, w hrabstwie ceremonialnym Dorset, w dystrykcie (unitary authority) Dorset, w civil parish Anderson. Leży 9 km od miasta Blandford Forum. W 1931 roku civil parish liczyła 35 mieszkańców.